# Karl-Heinz Köhler (Musikwissenschaftler)
Karl-Heinz Köhler (*  24. Oktober 1928 in Blankenhain bei Weimar; † 25. November 1997 in Bad Berka bei Weimar) war ein deutscher Musikwissenschaftler. 

## Leben
Köhler studierte 1945 bis 1950 Violine bei Erich Ehlers und Musikwissenschaft bei Richard Münnich an der Musikhochschule Weimar, außerdem Musikwissenschaft bei Heinrich Besseler an der Universität Jena, wo er 1956 promoviert wurde. 
Von 1955 bis 1979 war Köhler Direktor der Musikabteilung der Deutschen Staatsbibliothek in Ost-Berlin. 
1965 berief man ihn zum Dozenten an der Berliner Humboldt-Universität und 1971 zum Präsidenten der DDR-Sektion innerhalb der IAML, deren Vizepräsident er von 1977 bis 1980 war. 1963 wurde er Mitglied im Zentralinstitut für Mozartforschung in Salzburg, 1965 Mitglied des Musikrats der DDR. Von 1979 bis 1991 wirkte er als Honorar-Professor an der Weimarer Musikhochschule. Er habilitierte sich (Dr. sc.) 1981 an der Universität Halle/Saale. 
Köhlers Forschungsarbeit bezog sich auf die Quellenforschung; er widmete sich insbesondere dem Werk von Mozart, Johann Sebastian Bachs und den frühen Werken Mendelssohns. Von Bedeutung war seine Mitherausgeberschaft der Konversationshefte von Beethoven, zusammen mit Grita Herre und Dagmar Beck.

## Schriften (Auswahl)
- Die Triosonate bei den Dresdener Zeitgenossen Johann Sebastian Bachs, Diss. Univ. Jena 1956
- Felix Mendelssohn Bartholdy, 2. Aufl., Leipzig: Reclam 1972
- Die Aussagefähigkeit des Berliner Mozartnachlasses. Überlieferung, Wirkungsgeschichte, Schaffensprinzipien. Studien zum Mozartbild der Gegenwart, Habil.-Schrift Univ. Halle-Wittenberg 1981
- Das Zauberflötenwunder. Eine Odyssee durch zwei Jahrhunderte [Odyssee einer Handschrift], Weimar: Wartburg-Verlag, 1996; ISBN 3-86160-109-5
- ... Tochter aus Elysium. Werden und Uraufführung der Neunten Sinfonie Ludwig van Beethovens und die abenteuerlichen Wege des zerteilten Autographs, hrsg. von Gunda Köhler-Scharlach, Frankfurt am Main: Lang 2000; ISBN 3-631-35235-2